# 1253 Frisia
1253 Frisia (1931 TV1) là một tiểu hành tinh vành đai chính được phát hiện ngày 9 tháng 10 năm 1931 bởi Reinmuth, K. ở Heidelberg.